# Arroyo de las Piedras
Der Arroyo de las Piedras ist ein Fluss in Uruguay.
Der Arroyo de las Piedras verläuft auf dem Gebiet der Departamentos Canelones und Montevideo, als deren Grenzlinie er dient. Er entspringt laut Orestes Araújo zwischen der Cuchilla Grande und einem ihrer Ausläufer östlich von Villa de San Isidro. Von dort fließt er in südsüdwestliche Richtung, bevor er bei La Paz und Costa y Guillamón eine Kurve in nordwestliche Richtung einschlägt. Sodann trifft er linksseitig auf den Arroyo del Colorado in dessen Unterlauf, der sodann gemeinsam mit dem Río Santa Lucía den Rincón del Melilla bildet.